# Grabación digital de sonido
La grabación digital de sonido es la grabación de sonido en la que se obtiene audio digital. Para ello, interviene un proceso previo de conversión A/D (analógica-digital) y, una vez que se obtiene la señal digital, esta es grabada sobre un soporte o medio.
Lo que determina si se está ante una grabación analógica o digital no es el soporte o medio, sino el tipo de señal registrada en él. Así por ejemplo es posible almacenar grabaciones digitales sobre cintas magnéticas como en el caso del DAT.

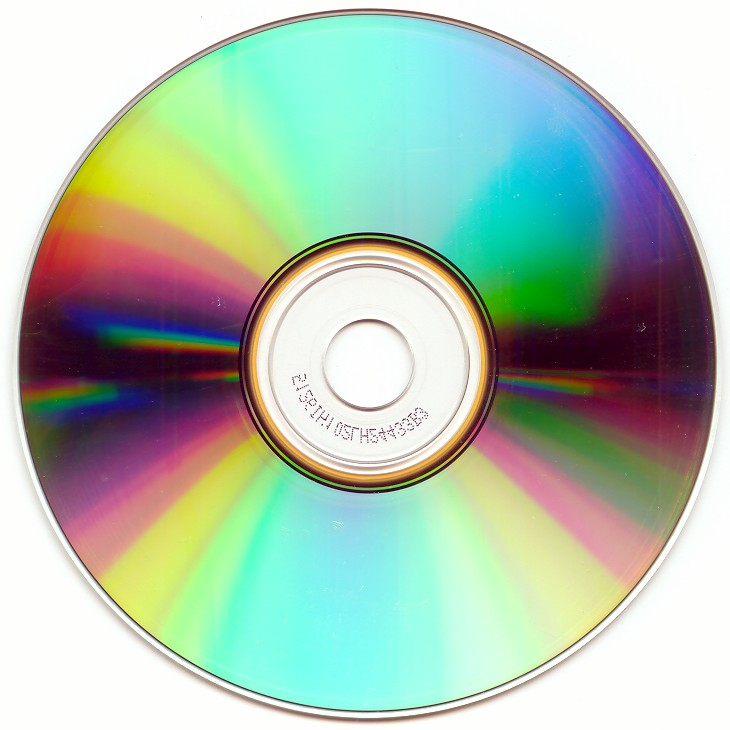
CD

## Grabación digital
Mientras que una señal analógica tiene una forma equivalente (análoga) a la señal original que la genera, la señal digital se traduce en códigos binarios que ya no tienen forma, sino que son una mera sucesión de ceros y unos (valores discretos). 
El problema de la degradación sufrida por la señal analógica en los procesos de grabación y lectura y el deterioro debido al paso del tiempo se resuelven con la grabación digital, ya que los ceros y los unos se pueden identificar aunque la grabación este algo degradada. Además se puede añadir redundancia para detectar y corregir errores. Esto tiene el inconveniente de que aumenta la tasa binaria. La ventaja es que teniendo la señal digital se puede elegir para cada aplicación el esfuerzo que se requiere dedicar a corregir errores.
Para grabar tantos bits se requeriría, en principio, mayor superficie que para la grabación analógica. Pero gracias a que basta grabar bits discretos, es decir, no hace falta calidad lineal, se pueden grabar con una mayor densidad.

## Conversión AD
El proceso de traducir la señal analógica a digital se llama conversión AD y tiene tres fases:
- Muestreo: se toma un determinado número de muestras por unidad de tiempo (44.100 muestras por segundo en estéreo en CD-Audio), aunque se pueden utilizar tasas de muestreo más elevadas para registrar señales con componentes de frecuencias ultrasónicas o, para la misma banda de audiofrecuencias, permitir el uso de filtros sin retardo de grupo en toda la banda pasante y con pendientes de atenuación más suaves, sin el uso de técnicas de sobremuestreo.

- Cuantificación: a cada muestra se le asigna un valor numérico, que se corresponde con el valor de tensión eléctrica de la señal analógica. Este valor se redondeará a un número entero que, en cada caso, dependerá del número de bits que estén disponibles para la codificación.

- Codificación: los valores numéricos obtenidos en la cuantificación son traducidos a un determinado número de bits (generalmente 16, 20 o 24 bits de resolución).

## Métodos de grabación digital
Existen 3 tipos de grabación digital:
1. Grabación magnética digital: realizada bien sobre cinta magnética como la del sistema DAT u otros formatos similares; o bien sobre soportes magnéticos informáticos como el disco flexible, técnica hoy en desuso.
2. Grabación óptica digital: realizada de forma óptica sobre el soporte, mediante un rayo láser, como en los discos CD y formatos derivados.
3. Grabación magneto-óptica digital: sistema combinado que graba de forma magnética, pero reproduce de forma óptica. Es el caso del minidisc o de los CD regrabables (CD-RW) y del propio disco duro de cualquier ordenador.

## Formatos digitales
1. Magnéticos:
  1. De bobina abierta:
    1. DASH
    2. ProDigi

  2. Modular multipista (MDM):
    1. ADAT
    2. DA-88
    3. DTRS

  3. De casete:
    1. DAT
    2. DCC

1. Ópticos:
  1. CD-Audio
  2. Minidisc
  3. DVD-Audio

## Tabla comparativa de soportes digitales
|           | Tipo                                               | Empresa                 | Año  | Códec de audio | Resolución                    | Frecuencia de muestreo          | Respuesta en frecuencia         | Rango dinámico | Bit rate   | N.º Máximo de pistas          | Capacidad | Tiempo máximo de grabación                   |
| --------- | -------------------------------------------------- | ----------------------- | ---- | -------------- | ----------------------------- | ------------------------------- | ------------------------------- | -------------- | ---------- | ----------------------------- | --------- | -------------------------------------------- |
| CD Audio  | disco óptico                                       | Sony y Philips          | 1982 | PCM            | 16 bits                       | 44,1 kHz                        | 20 Hz a 20 kHz                  | 90 dB          | 1,4 Mbit/s | 2                             | 650 MB    | 74 min                                       |
| DAT       | cinta magnética de audio casete                    | Sony y Philips          | 1986 | PCM            | 16 bits o 12 bits (no lineal) | 44,1 kHz                        | 20 Hz a 20 kHz                  | 90 dB          |            | 20 (S-DAT),                   |           | 90’ (S-DAT), 120’ (R-DAT),                   |
| DASH      | cinta magnética de audio / cinta de bobina abierta | Sony y Tascam           | 1988 | PCM            | 16 bits                       | 44,1 o 48 kHz                   | 20 Hz a 20 kHz                  | 90 dB          |            | 52 (48 audio + 4 auxiliares). |           | 69 min                                       |
| Minidisc  | disco óptico                                       | Sony                    | 1991 | ATRAC          | 16 bits                       | 44,1 kHz                        | 20 Hz a 20 kHz                  | 90 dB          | 292 kbit/s |                               |           |                                              |
| ADAT      | cinta magnética de vídeo, S-VHS                    | Alesis                  | 1992 |                | 16 bits                       | 44,1 o 48 kHz                   | 20 Hz a 20 kHz                  | 92 dB          |            | 8                             |           | 62 min                                       |
| DCC       | cinta magnética de audio, casete                   | Philips                 | 1992 | PASC           | 16 bits                       | 32, 44,1 o 48 kHz               | 20Hz a 16 kHz o 20Hz a 20 kHz   | 90 dB          | 1,54 Mbs   | 18 (16 audio)                 |           | 60 min                                       |
| ProDigi   | cinta magnética de audio, cinta de bobina abierta  | Mitsubishi, Otari y AEG | 1992 | PCM            | 16 bits                       | 44,1 o 48 kHz                   | 20 Hz a 16 kHz o 20 Hz a 20 kHz | 90 dB          |            | 32                            |           |                                              |
| DA88      | cinta magnética de vídeo, Hi8                      | Tascam                  |      |                | 16 bits                       | 44,1 o 48 kHz                   | 20 Hz a 20 kHz                  | 92 dB          |            | 8                             |           | 75 min                                       |
| DTRS      | cinta magnética de vídeo, Hi8                      | Tascam                  |      |                | 16 o 24 bits                  | 44,1 o 48 kHz                   | 20 Hz a 20 kHz                  | 90 dB          |            | 8                             |           |                                              |
| DVD-Audio | disco óptico                                       | Pioneer y Matsushita    | 1997 | MLP            | 16, 20 o 24 bits              | 44,1/48/88,2/96/176,4 y 192 kHz | 20Hz a 80 kHz                   | 120 dB         | 9,6 Mbit/s | 6                             | 4,7 GB    | 622 min                                      |
| SACD      | disco óptico                                       | Philips y Sony          | 1999 | DSD            | 1 bits                        | 5,6 MHz                         | 20 Hz a 100 kHz                 | 120 dB         | 2,8 Mbit/s | 6                             | 4,7 GB    | 74'(1 capa), 148' (2 capas) y 222' (3 capas) |